# Église Saint-Pierre de Brocas
Ne pas confondre avec l'église Saint-Jean-Baptiste de Brocas ou avec l'église Saint-Pierre de Montaut.
L'église Saint-Pierre de Brocas se situe sur la commune de Montaut, dans le département français des Landes. Elle est classée au titre des monuments historiques par arrêté du 21 février 1934 et se distingue par son impressionnant portail en arc de triomphe de style gallo-roman.

## Situation, présentation
L'église Saint-Pierre se trouve sur une colline du hameau de Brocas, route de Doazit,
à 2,6 km au sud-ouest du bourg. Le GRP de la Haute Chalosse passe juste à côté de l'église. Quelque 600 m plus loin, il rejoint le ruisseau de Saint-Pierre et le suit jusqu'aux abords de sa source la fontaine Saint-Pierre, à environ 2 km à l'est.
Elle est entourée d'un enclos qui clôture également le cimetière au nord-est, cimetière communal jusqu'en 1851,.
L'accès à l'enclos se fait par un large portail avec arche en pierre, ouvrant sur la place Saint-Pierre au nord ; on traverse le cimetière pour entrer dans l'église.
Elle a l'orientation classique des églises, avec le portail à l'ouest, (contrairement à Sainte-Catherine au bourg, dont le portail s'ouvre plein sud).

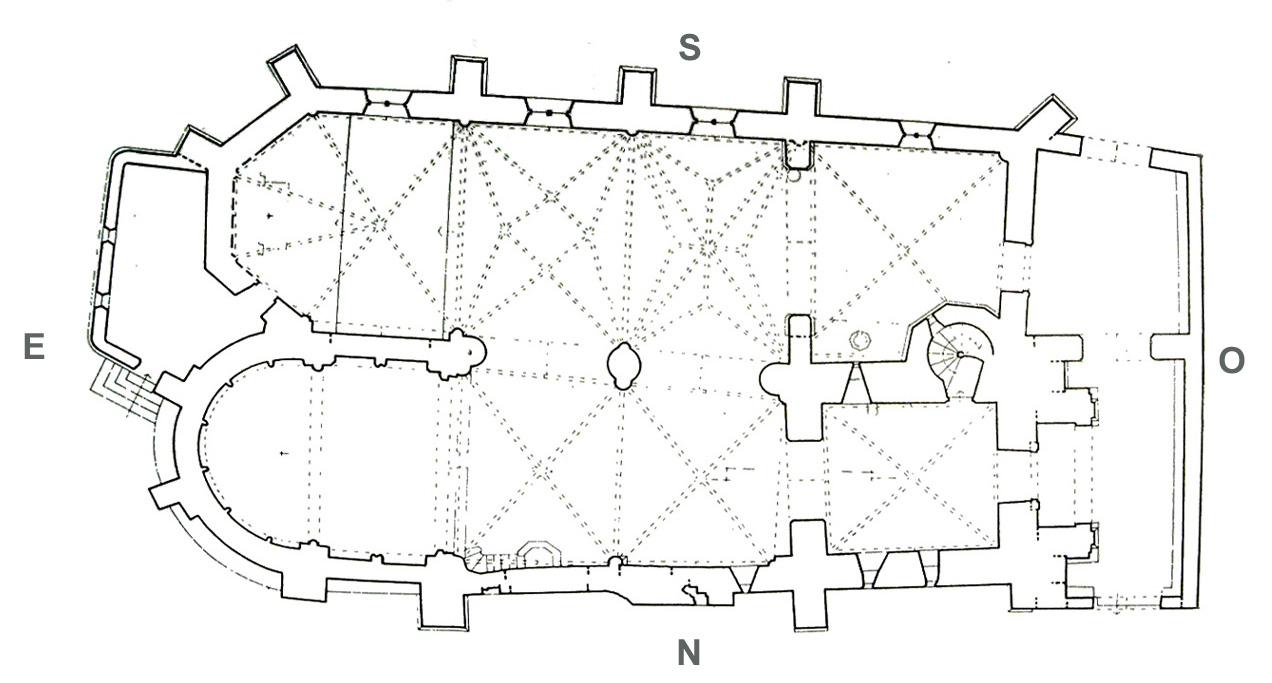
Plan de l'église Saint-Pierre

## Topologie
Dans son ouvrage sur l'histoire l'Abbaye de Saint-Sever, Don Du Buisson identifie à tort S. Petri de Roca (forte de Broca, juxta locum Montis-Alti, vulgo Montaut) pour Saint Pierre de Brocas, situé à Montaut. Il s'agit en fait de Saint-Pierre-du-Mont.

## Historique
Le général Jean Constans est le seul à mentionner que vers le XIe siècle les bernardins de Cîteaux fondent à Brocas une abbaye dont il ne subsisterait que l'église actuelle. Il précise que « Le hameau de Brocas a été incontestablement la tête initiale du Montaut actuel. Son église est restée paroissiale jusqu'en 1685, époque à laquelle Mgr de Fromentières, évêque d'Aire (1673-1684), décida que le siège de la paroisse serait désormais au bourg,. » 
L'église Saint-Pierre du hameau de Brocas est la plus ancienne et longtemps seule église de la paroisse ; le chef-lieu de la paroisse est Brocas « depuis un temps immémorial », avant que le simple hameau de Montaut ne se développe en bourg fortifié au gré des rivalités seigneuriales et des conflits de la féodalité. Le titre paroissial est réservé à l'église de Brocas jusqu'en 1685. L'église de Montaut n'obtient le titre officiel de siège paroissial qu'en 1808, et celle de Brocas devient officiellement une succursale.
Sébie donne trois étapes principales dans la construction : d'abord simple chapelle à une seule nef, puis la construction de la « nef latérale » (le collatéral) au XVIe siècle, et la sacristie au XVIIe siècle.
Une fontaine miraculeuse lui est associée, la fontaine de Saint-Pierre, à environ 2 km à l'est de l'église. Au XIXe siècle elle est encore recouverte d'une construction en pierre en forme de reliquaire surmonté d'une croix, avec en façade une niche abritant une statue en terre cuite de saint Pierre.

### XIIIesiècle, construction
Au XIIIe siècle, l'église Saint-Pierre, d'architecture romane, est édifiée en pierre de Saint-Aubin. Elle se compose alors d'une nef de deux travées, prolongée par une abside semi-circulaire avec voûte en cul-de-four. 

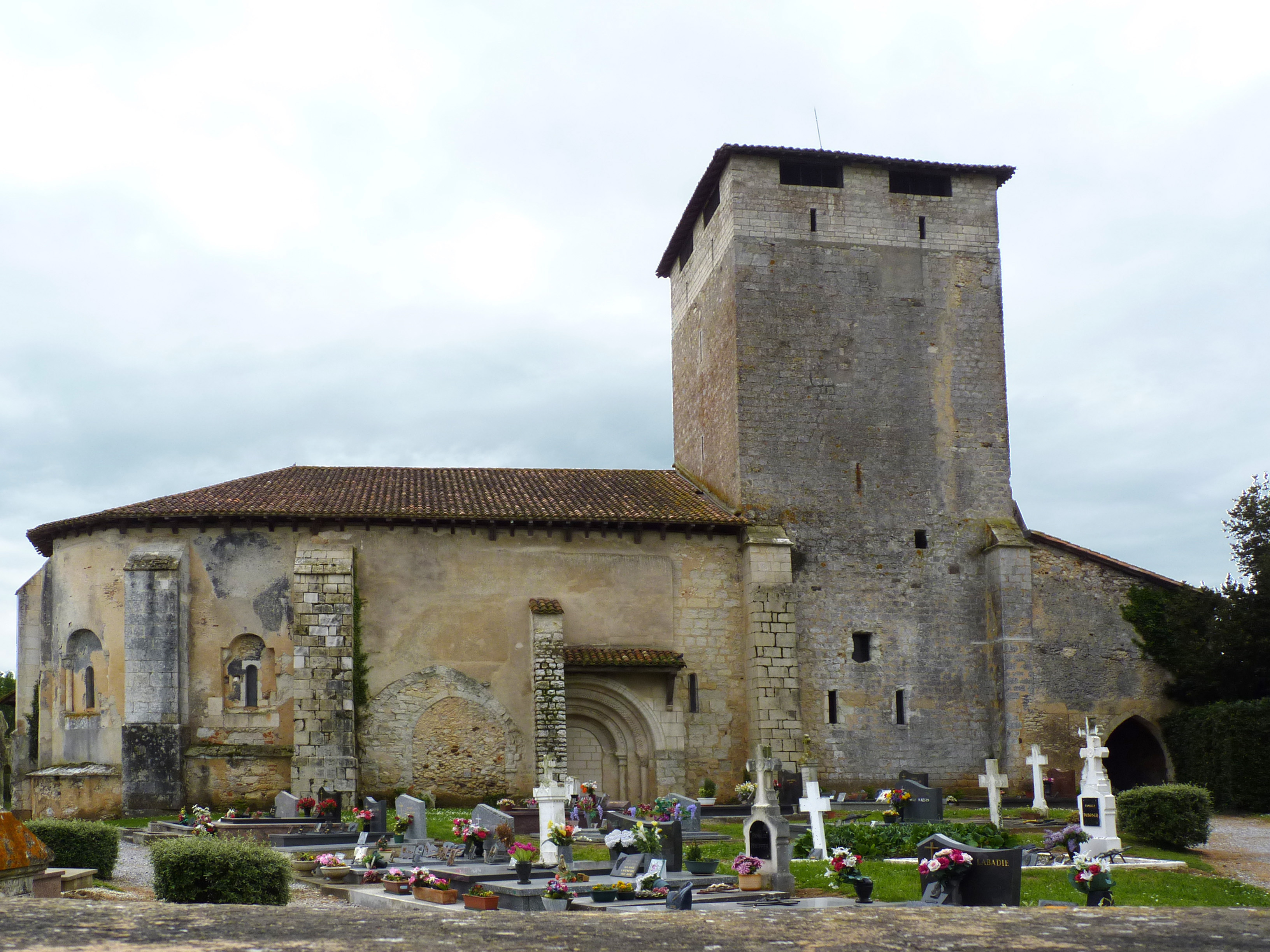
Façade nord : abside du XIIIe s. à gauche, tour fortifiée à droite
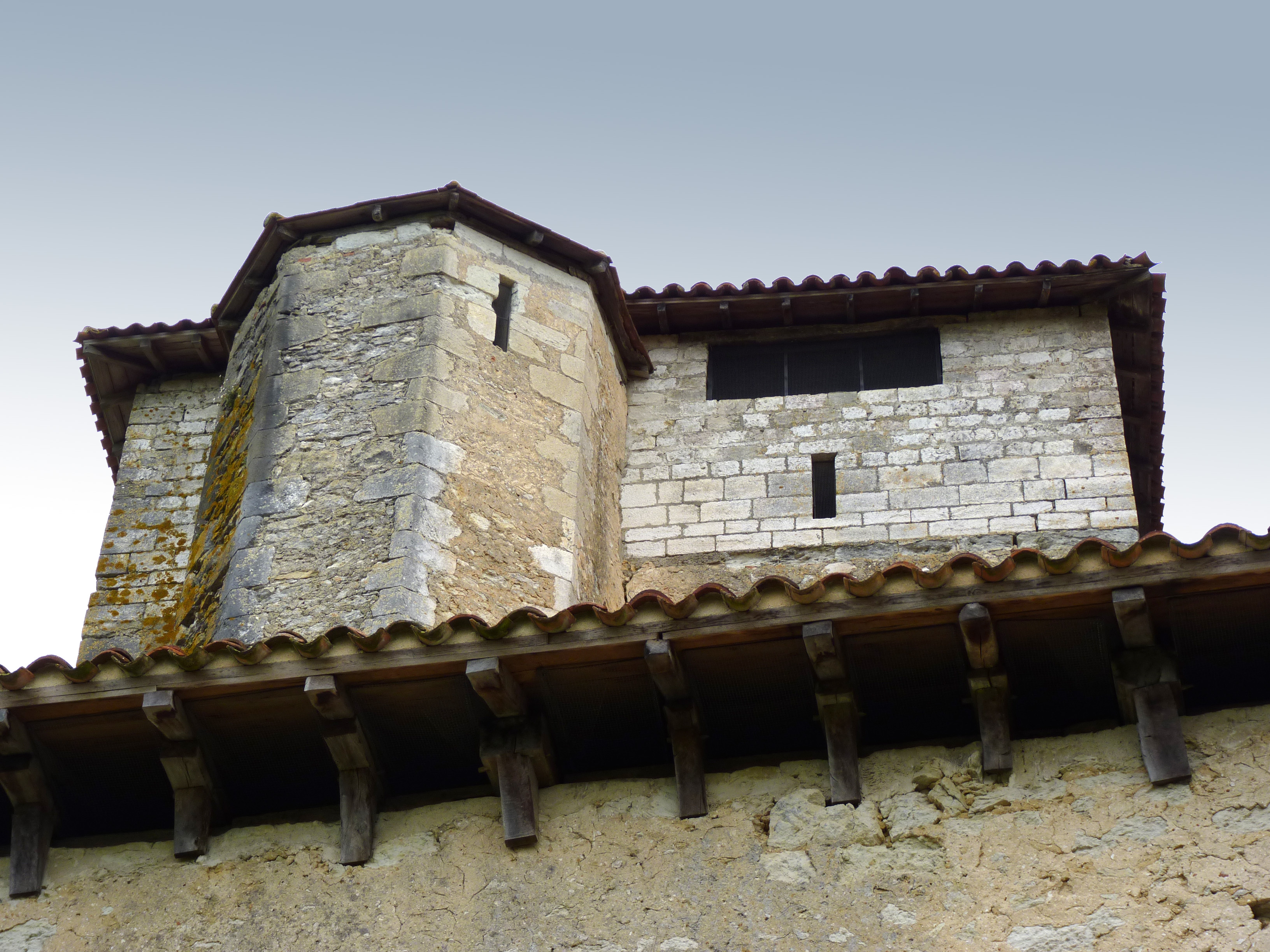
Tourelle d'escalier au sud du clocher

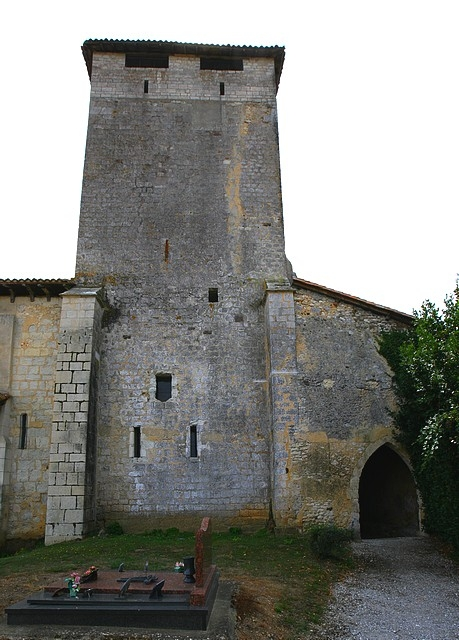
Tour-clocher

### XIVesiècle, la tour-clocher fortifiée
Au XIVe siècle, la famille éponyme de Brocas est au service des rois d'Angleterre. Elle fortifie l'église en élevant une tour fortifiée qui domine la région. Ses murs, de plus d'un mètre cinquante d'épaisseur à leur base[réf. nécessaire], sont munis de meurtrières et supportent à leur sommet un chemin de ronde avec merlons et créneaux[réf. nécessaire]. Sur son côté sud, la tour est flanquée d'une tourelle d'escalier polygonale.
L'église de Brocas comportait par ailleurs des traces indéniables de l'occupation anglaise. Ainsi, le chanoine Daugé signale en 1930, le mauvais état d'armoiries portant des léopards d'Angleterre. Elles ont disparu avec les années. Notons que les seigneurs de Brocas, durant la guerre de Cent Ans, portaient de sable au léopard lionné d'or dans leurs armes.

### XVesiècle, nef voutée d'ogives et déplacement de l'entrée
À partir du XVe siècle, la nef est voutée d'ogives. Elles sont supportées par des contreforts qui obstruent partiellement l'entrée principale. Cette dernière, qui se trouvait en face de la première travée, est alors murée et déplacée vers l'est face à la deuxième travée. La nouvelle entrée forme un passage en arc plein cintre. 

Après la disparition de l'abbaye — qui se tenait à la place du cimetière actuel —, cette deuxième entrée est réduite pour être accolée à une chapelle aujourd'hui disparue.

Mur nord : anciennes ouvertures bouchées
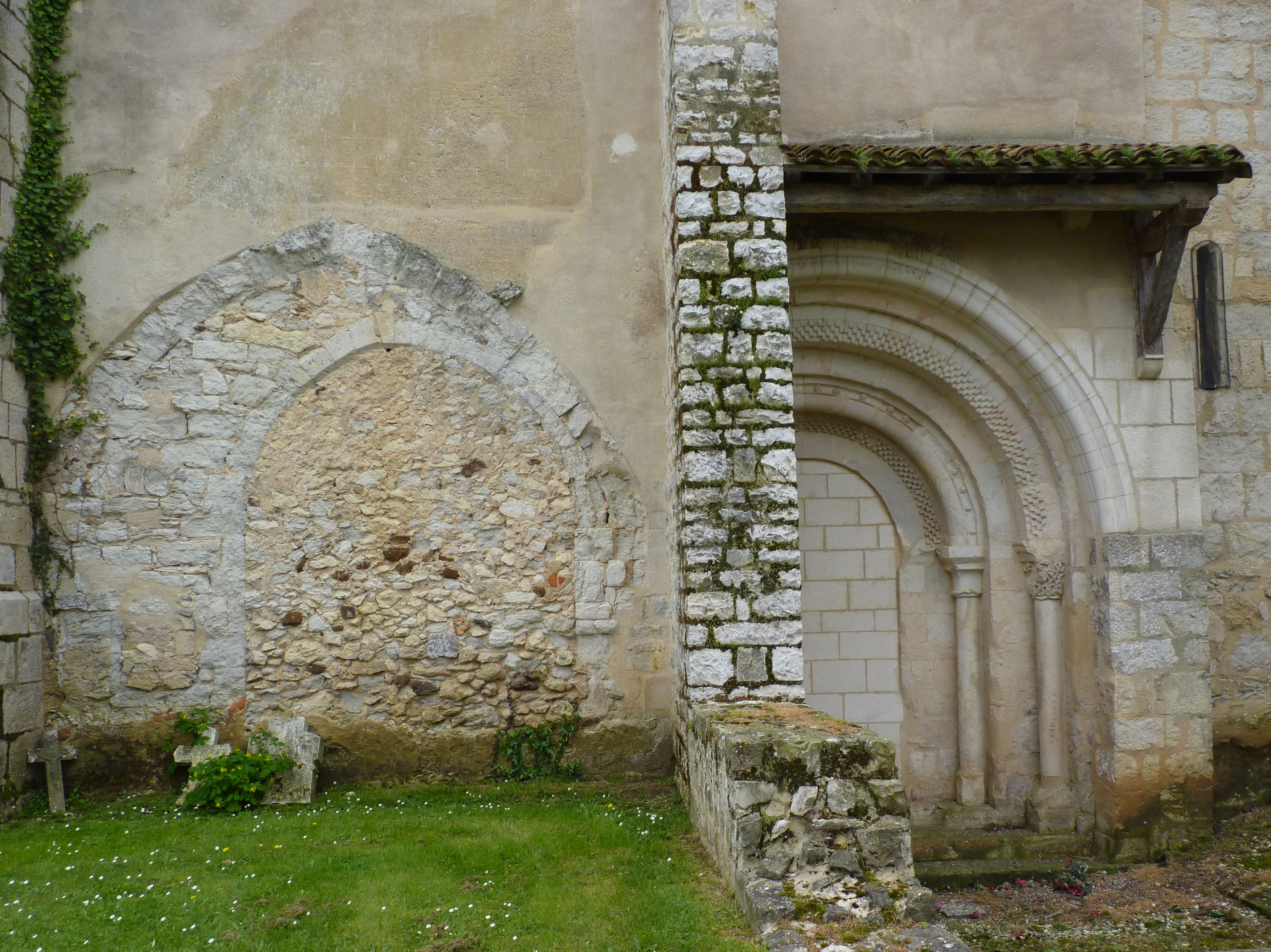
Anciennes ouvertures
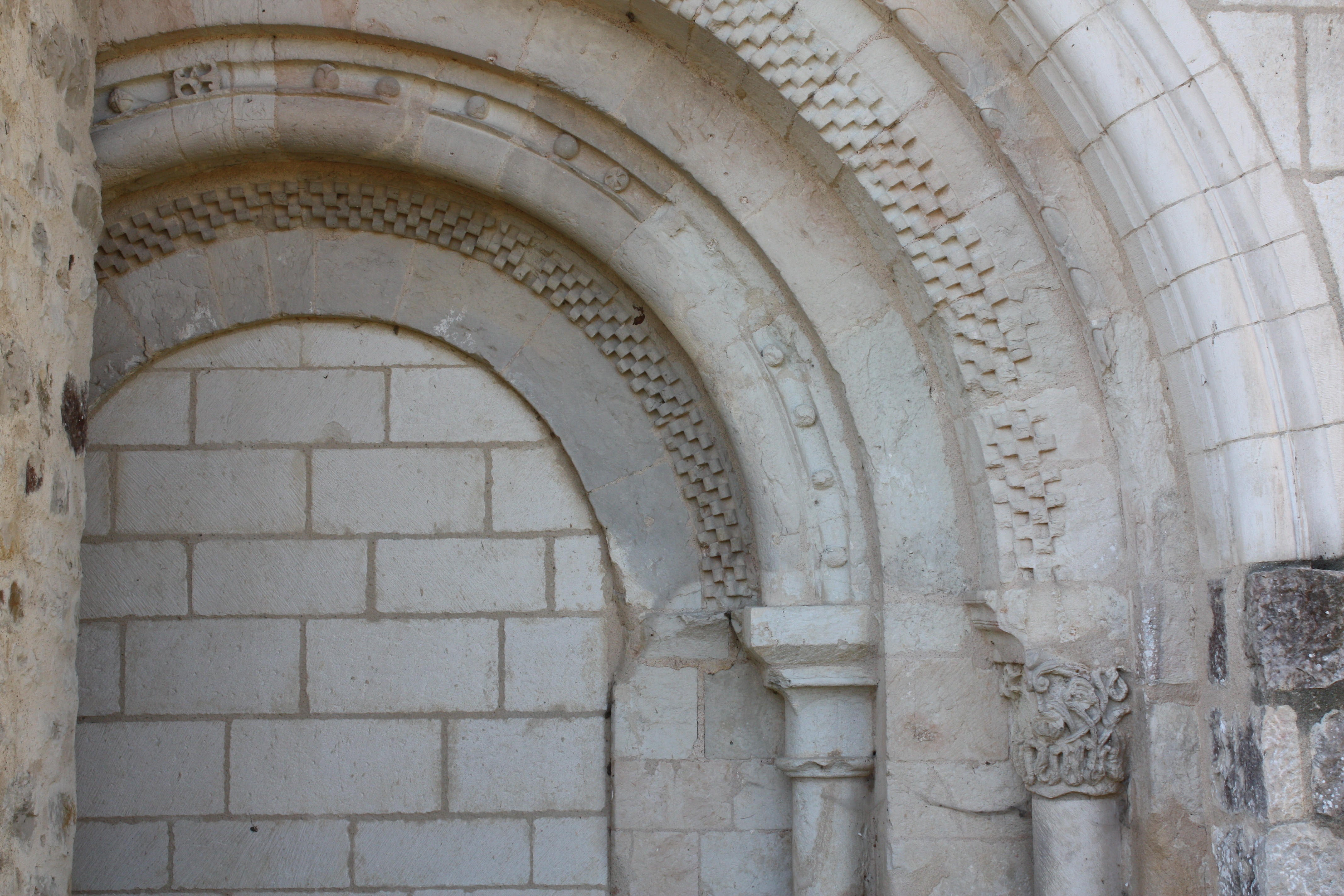
Premier portail face à la première travée après le clocher

### XVIesiècle, le collatéral
Aux alentours de 1500, l'église est agrandie par l'ajout d'un collatéral 
sur le côté sud (partie droite de l'église) ; ce collatéral compte deux travées complétées d'une abside gothique à cinq pans il est aussi large que la nef.
Sébie rapporte la construction du clocher à la fin du XVIe siècle. De plus, selon lui « la nef principale, avec le clocher » aurait été « soudée avec l'abside à plusieurs reprises, comme l'indiquent les caractères divers de son architecture gothique ».
Pendant les guerres de religion, l'église est saccagée - probablement en 1569, date de la prise de Saint-Sève par les huguenots. Les ravages causés par les protestants dans les églises du diocèse d'Aire sont cités dans l'enquête dite « verbal de Charles IX » de 1571.

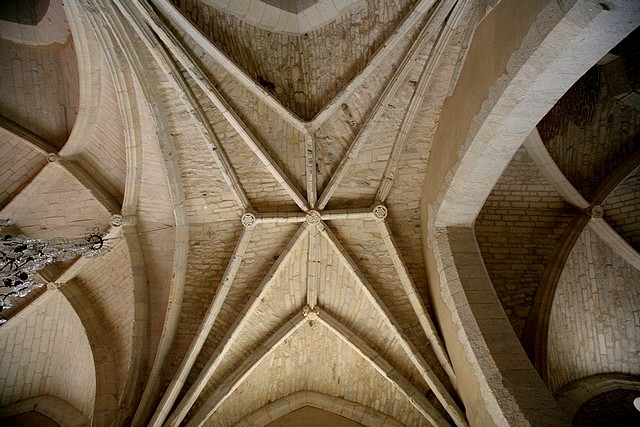
Plafond de la 2e travée du collatéral : voûte à liernes et tiercerons

### XVIIesiècle, portail monumental et travée du collatéral, paroisse à Montaut
Dans la première moitié du XVIIe siècle l'église est considérablement embellie, notamment avec la construction, sous le double porche à l'entrée de la tour, d'un portail monumental disposé comme un arc de triomphe de style gallo-roman de la Renaissance tardive (1600-1650), qui se superpose au portail de la nef.
Afin d'établir une symétrie avec l'ancienne nef romane, une travée supplémentaire vient prolonger les deux travées du collatéral sud.
À l'approche du XVIIIe siècle, la population du bourg est devenue prédominante sur celle du siège de paroisse Brocas. Le premier curé à quitter Brocas pour habiter à Montaut est Christophe Lafaurie, qui appartient à la famille des seigneurs de Montaut ; d'abord curé d'Ourses (canton d'Arjuzanx), il obtient la cure de Montaut et s'installe d'emblée près de la place du bourg, dans la maison de Loubes. Lafaurie reconstitue la confrérie de Saint-Pierre, lui redonne des statuts et obtient du pape Innocent XII une bulle d'approbation et d'indulgences homologuée par l'évêque d'Aire Fleurian d'Armenonville le 22 juin 1699.
Les curés de ce siècle sont M. Laroque, curé en 1617 ; M. Ribes ; M. de Sarraute ; M. de Sauvage ; et Christophe Lafaurie.

### XVIIIesiècle, transfert d'autels et de retables
À l'occasion de sa visite pastorale en 1755, l'évêque d'Aire Sarret de Gaujac décrit succinctement le maître-autel situé dans le chœur roman à l'extrémité du vaisseau nord (la nef). C'est un autel en calcaire d'époque romane et certainement le maître-autel primitif de l'église,,.
En 1782 l'autel de l'abside sud (celui du collatéral), dédié à sainte Anne, est transféré à la sacristie. C'est vraisemblablement à cette période que le chœur liturgique (autel et retable) du chœur roman de l'abside nord est transféré dans l'abside du collatéral au sud, 
et qu'un nouvel autel, toujours en place à ce jour, est installé dans l'abside du vaisseau nord, devenue vacante.
Dans la seconde moitié du XVIIIe siècle le maître-autel d'époque romane est enchâssé dans un coffre (tombeau d'autel) en bois peint, ainsi que son gradin et son tabernacle.
Sébie (1864) affirme que le retable a été démonté à la Révolution et ses statues brûlées. Le démontage est vraisemblable mais les statues de saint Pierre et de saint Paul de chaque côté du retable actuel, ainsi que deux statues d'anges (repérées en 1969 mais non retrouvées en 2017) et, très probablement, les deux tableaux qui ornent le retable actuel, dont visiblement des remplois et proviennent selon toute vraisemblance de cet ensemble supposément détruit. En réalite ces destructions semblent s'être limitées à la saisie et à la fonte des cloches et de la riche argenterie cultuelle (ostensoir, ciboire, deux calices et leur patène, encensoir, navette et cuiller, aspersoir, plusieurs croix, lampe), dont l'église ne conserve aucune trace de nos jours.
Bergoignan a l'honneur douteux d'être curé de la paroisse quand la Révolution éclate. Mais à cette époque, Brocas est desservie par un vicaire nommé Baffoigne, qui a pratiqué une cachette dans une maison voisine de la sienne à Taluchet pour y dissimuler le prêtre officiant et déjouer les recherches de la maréchaussée.

### XIXesiècle, siège paroissial à Montaut
1806 : les paroissiens du bourg, "fatigués de porter leurs morts à Brocas" (ancien siège de la paroisse), obligent la municipalité à faire choix d’un terrain pour un nouveau cimetière à Montaut. Mais celui-ci « ne convient pas du tout, inspire le dégoût, tout le monde se plaint ». Le conseil municipal tergiverse jusqu’entre 1847 et 1855, quand le maire Sylvain Labastugue prend l’affaire en mains avec son nouveau conseil. On joint au terrain acquis en 1806 un emplacement mitoyen "pour faire un beau et immense cimetière".
1808 : le titre de siège paroissial, réservé à l'église de Brocas jusqu'en 1685, passe officiellement à Sainte-Catherine et Brocas devient une succursale.
Pendant longtemps l'église de Brocas n'a qu'une seule cloche, fêlée « depuis plusieurs années » avant 1853 ; celle-ci est refondue en 1853, peut-être par Tourmeau fils, de Mont-de-Marsan (qui fabrique la même année une autre cloche pour l'église Sainte-Catherine du bourg ; les deux cloches sont baptisées dans la même cérémonie). Le registre de la paroisse du XIXe siècle signale aussi plusieurs acquisitions de plus ou moins grande importance : le don d'une statue en bois doré de la Vierge à l'Enfant en 1858, l'achat entre 1867 et 1877 d'un nouveau maître-autel néoroman en marbre (pour un coût de 3 100 francs) placé dans l'ancien chœur roman, le renouvellement du mobilier de la sacristie, etc.
Le dorsal et l'abat-voix de la chaire en pierre sont sans doute ajoutés ou remplacés dans la première moitié du XIXe siècle.
1854 : la toiture, le clocher et le porche sont restaurés.
Le 2 juin 1859, la foudre s'abat sur le clocher de Brocas et cause d'importants dégâts.
En 1860, tous les ornements de Montaut et Brocas sont réparés à l'occasion de la visite pastorale de l'évêque. Le curé M. Barbe fait construire une tribune pour y installer l'orgue.
Entre 1866 et 1900, restauration du chœur, achat d'un maître-autel en marbre (3100 fr.), de trois ornements blanc, violet et noir pour Brocas (180 fr.).
En 1875 les derniers restes du retable du maître-autel sont définitivement supprimés ; et on dégage l'arcature romane du fond de l'abside nord est dégagée, ainsi que la fenêtre axiale qui les surmonte et reçoit à cette occasion un vitrail de G.-P. Dagrand).

### XXesiècle
De l'ancienne confrérie de saint Pierre ranimée par Lafaurie fin XVIIe siècle, en 1900 ils ne reste que six adhérents âgés. Ils sont intégrés à la confrérie du Saint-Sacrement, plus prospère (30 fr de droit d’entrée). Il existe aussi une confrérie du Rosaire, moins prospère.
En 1905 Gustave Delestan, fondeur à Dax, fournit une seconde cloche qui a pour parrains Jean-Baptiste Lannevère et Marie Du Sault. Puis le fondeur tarbais Marcel Fourcade installe en 1937 la cloche Jeanne Hélène, donnant le si bémol, probablement fondue en réutilisant le matériau de la cloche de 1853, pour la somme de 2 112 francs.
En 1934 le service religieux est interdit à Brocas à cause du délabrement de l'église : « la couverture, devenue une vraie écumoire, laisse passer des flots d'eau qui détrempent les coûtes et inondent sur certains points le pavé de l'église ».
En 1936 le clocher est restauré (de même que celui de Sainte-Catherine à Montaut). "Ce qui constituait le clocher proprement dit a été simplement rasé, sa reconstruction entraînant des dépenses trop considérables. La tour a été simplement exhaussée de 3 mètres et terminée comme chacun peut le voir.".

## Description
Le bâtiment actuel se compose de deux vaisseaux à toiture unique, correspondant l'un à la nef originelle, côté nord, et l'autre au collatéral du début XVIe siècle, côté sud. Chaque vaisseau a son portail respectif sur la façade ouest.
Au nord-ouest (partie gauche du côté de l'entrée de l'église) se trouve le clocher-porche de plan carré flanqué d'une tourelle d'escalier semi-octogonale sur son côté sud.
Le chœur nord n'est pas dans l'alignement de l'axe principal de la nef : il s'infléchit sur la droite. L'abbé Lamaignère (1943), qui souligne ce fait, précise que le fléchissement vers la droite est « assez fort » et veut y voir un symbole du « geste du Christ expirant sur la croix, et laissant retomber sa tête sur l'épaule ». En réalité l'angle du chœur avec la nef est insignifiant ; par contre l'angle du clocher avec la nef est nettement plus important (voir le plan plus haut).

### Le porche
Les deux entrées dans l'église sont précédées par un porche en appentis qui s'ouvre à ses deux extrémités nord et sud. Le porche est partiellement cloisonné en deux parties, celle au nord desservant le portail de la nef et celle au sud le portail du collatéral.
Le mur ouest du porche porte des plaques commémoratives des morts de la guerre de 1914-1918, et au moins une plaque se trouve près de la porte nord.

Le porche
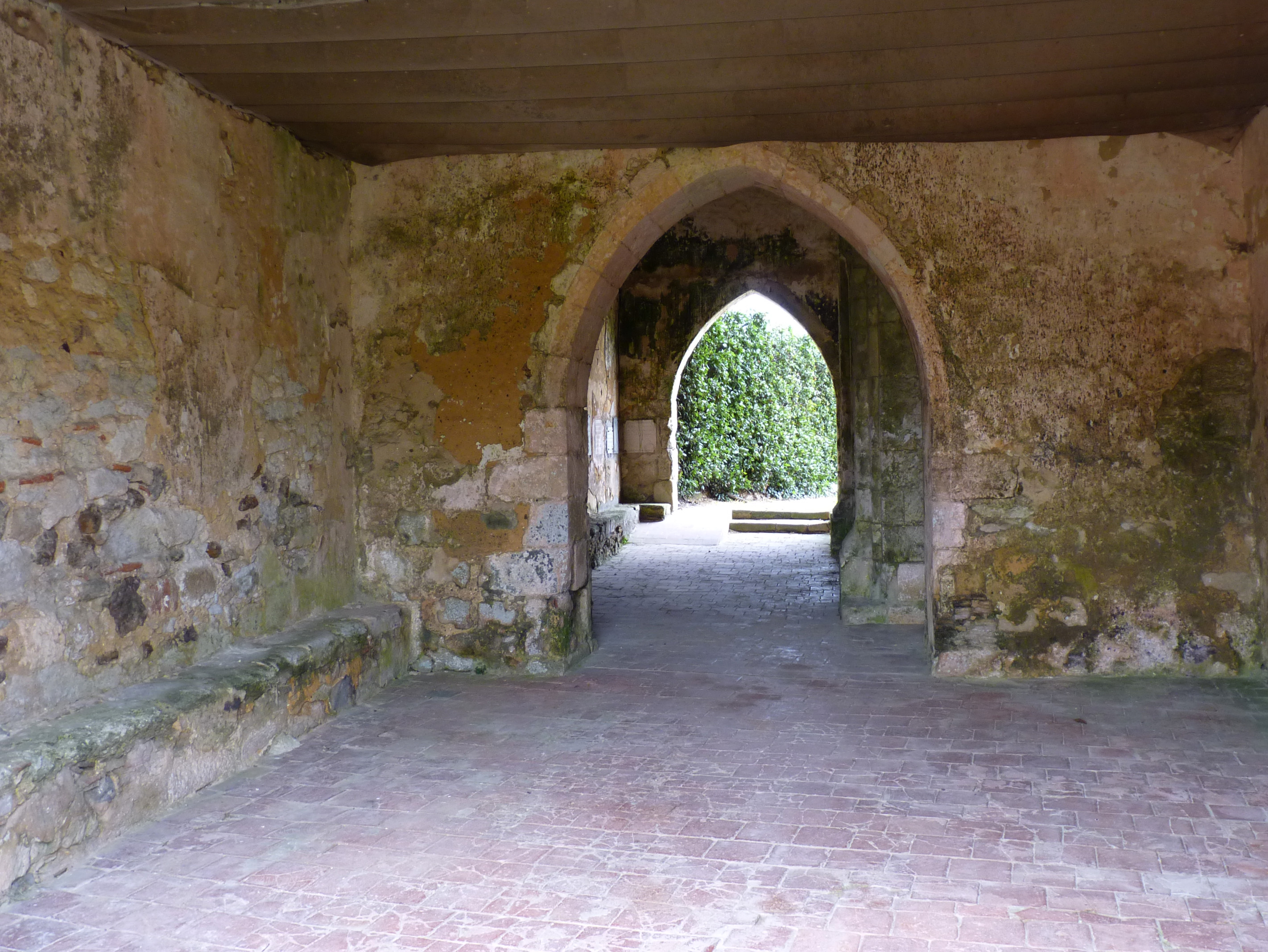
Le porche vu depuis son entrée sud
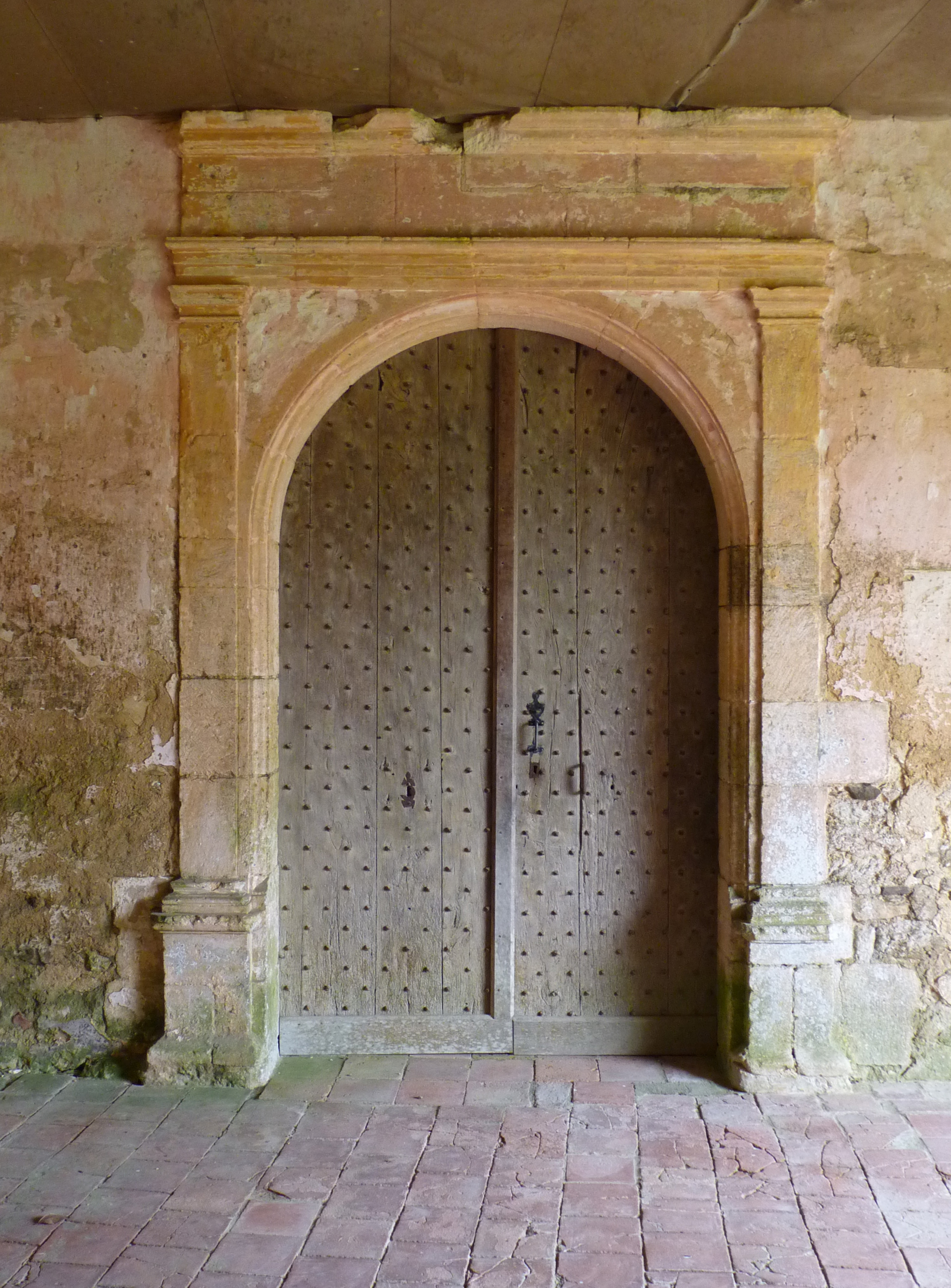
Portail du porche vers le collatéral
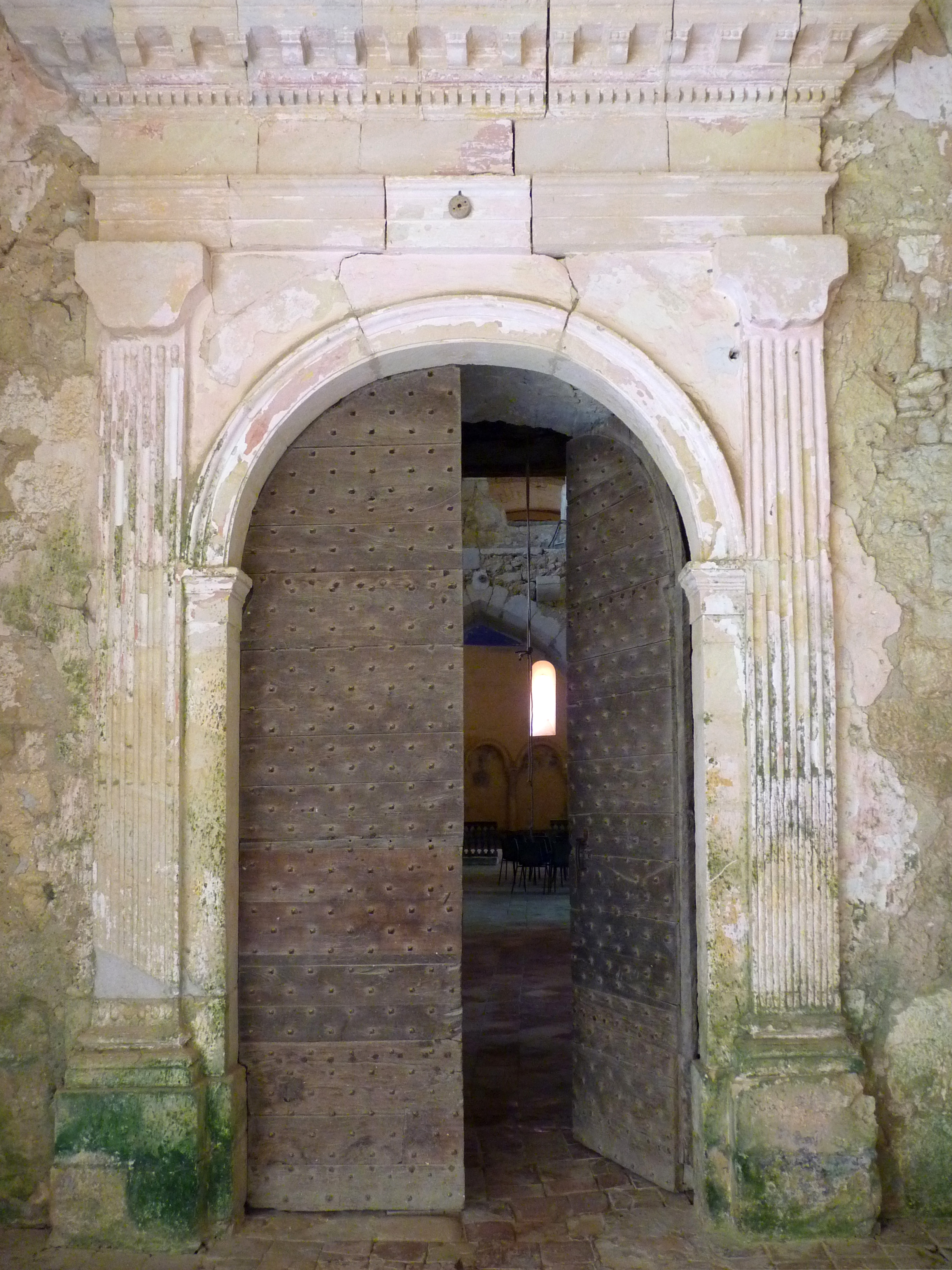
Portail du porche vers le clocher (côté nord)
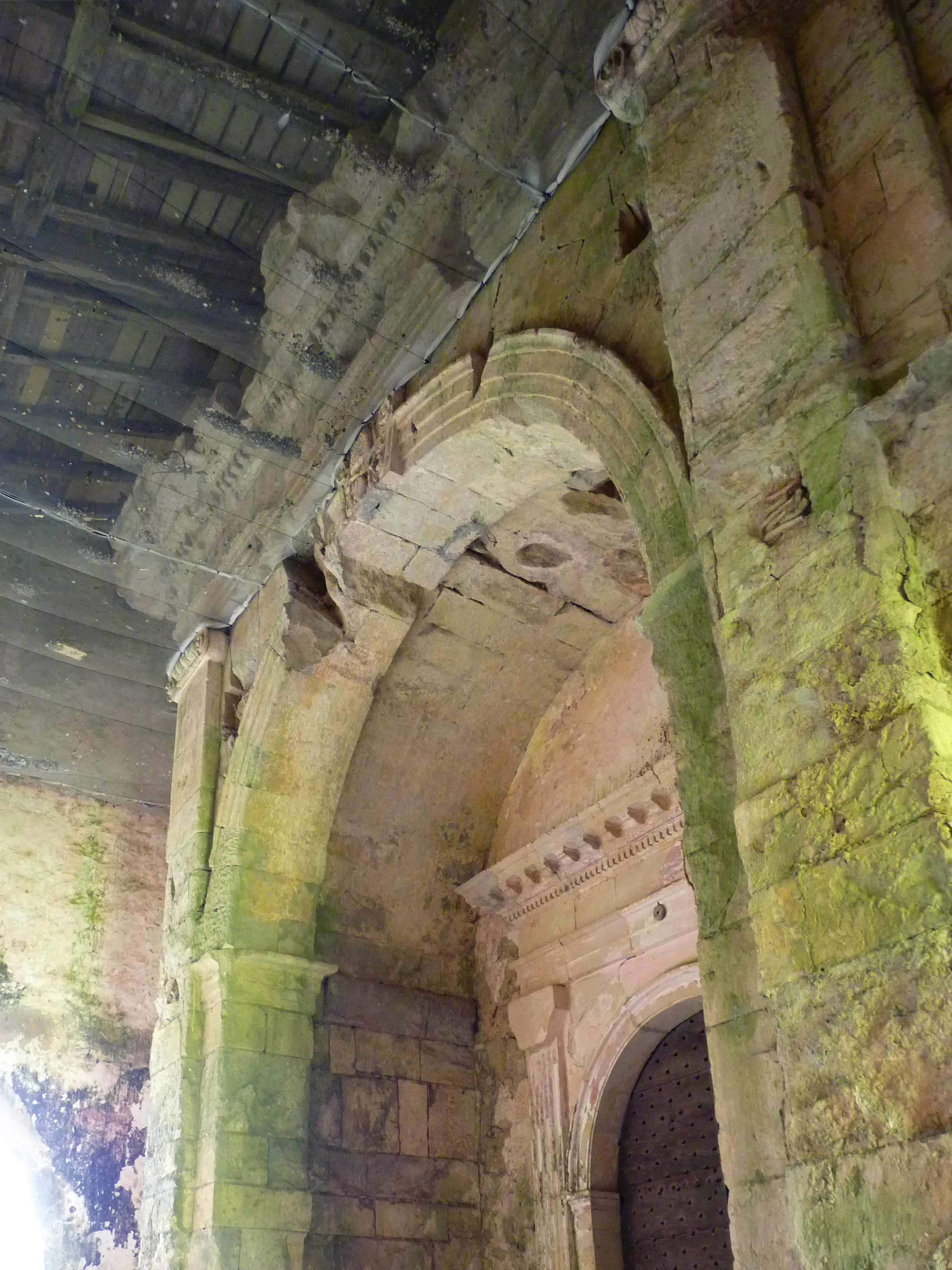
Portail de style gallo-roman entourant le portail vers le clocher
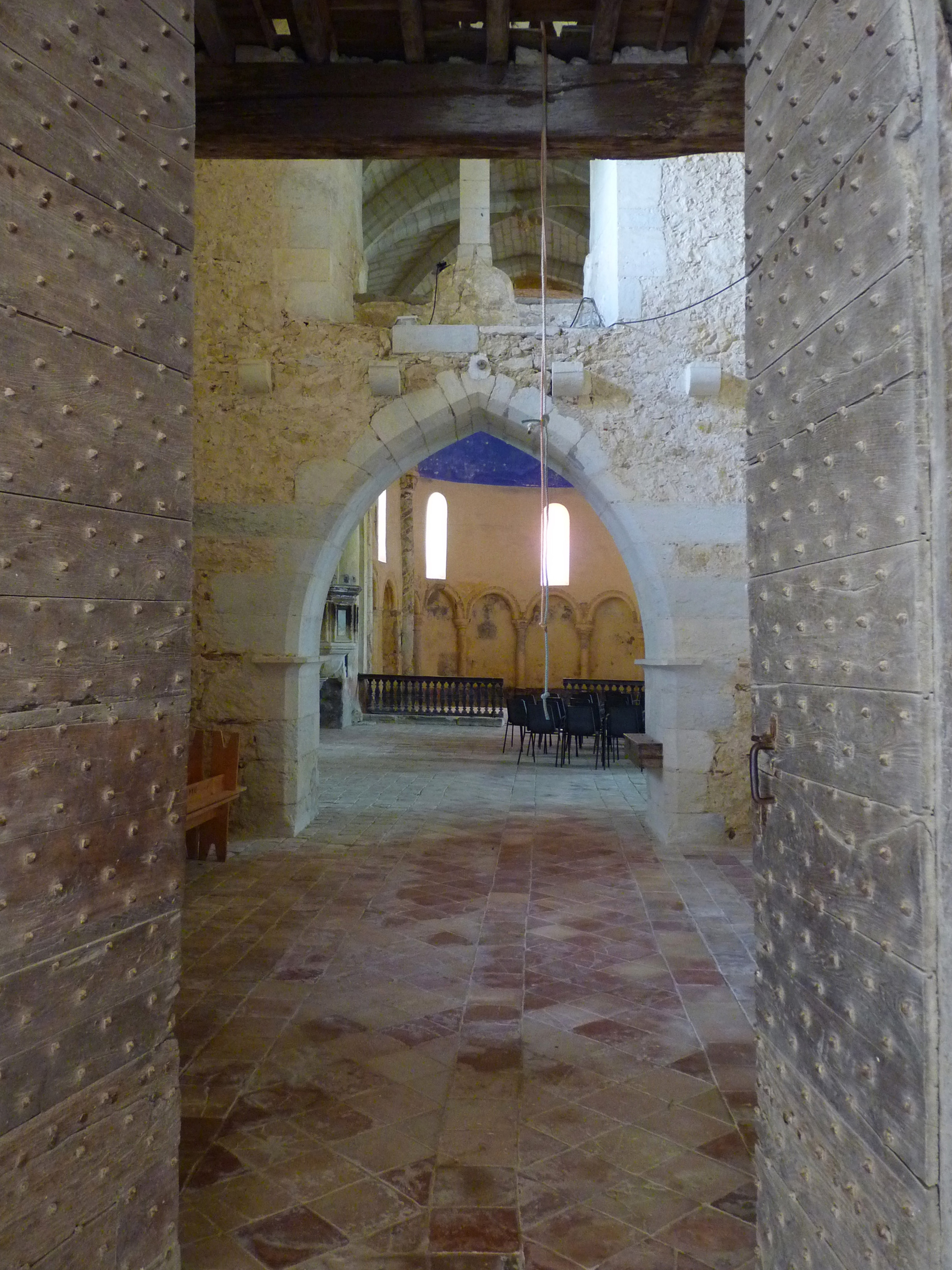
Arche du clocher vers la nef, vu depuis le portail du porche vers le clocher
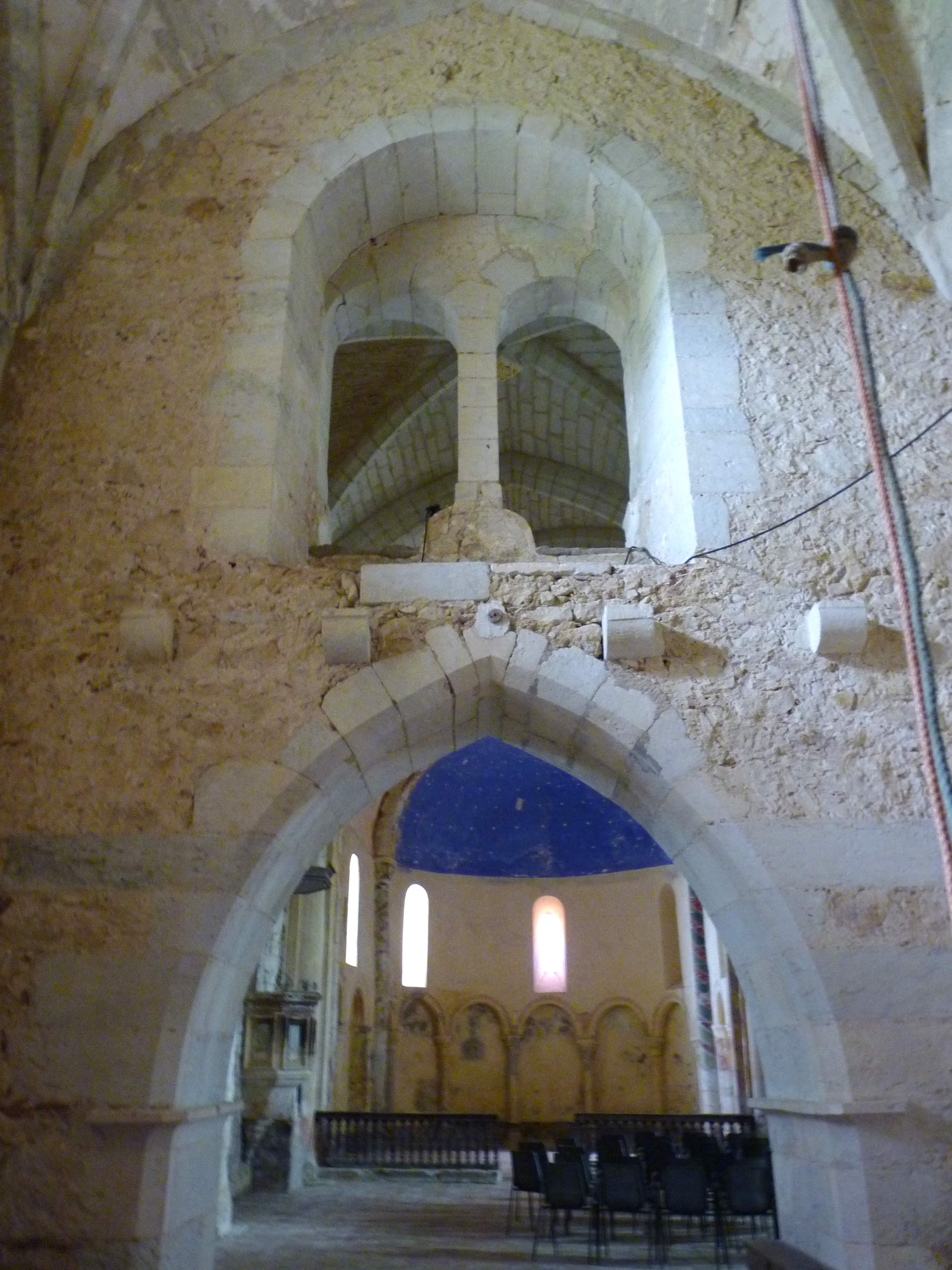
Arche du clocher vers la nef

Dans le porche, le portail vers le clocher et la nef est encadré par un impressionnant portail en arc de triomphe de style gallo-roman. Ce portail d'une « perfection toute romaine » a été l'objet de nombreuses interrogations : sa création remontait-elle à l'Antiquité ? Provenait-il d'une villa des environs ?[réf. nécessaire] Une étude de François-Georges Pariset, professeur de l'Histoire moderne à l'Université de Bordeaux en 1965, a conclu à un portail Renaissance tardive édifié vers 1600 / 1650. Il serait l'œuvre d'un artiste influencé par l'art et les traditions antiques omniprésentes en Italie et qui était très probablement de nationalité italienne.
Sur le portail monumental, comme sur le portail de l'église Sainte-Catherine de Montaut, sont sculptées la tiare de Saint-Pierre et les clefs pontificales qui attestent de la consécration de l'église au culte catholique.

Le portail en arc de triomphe style gallo-roman
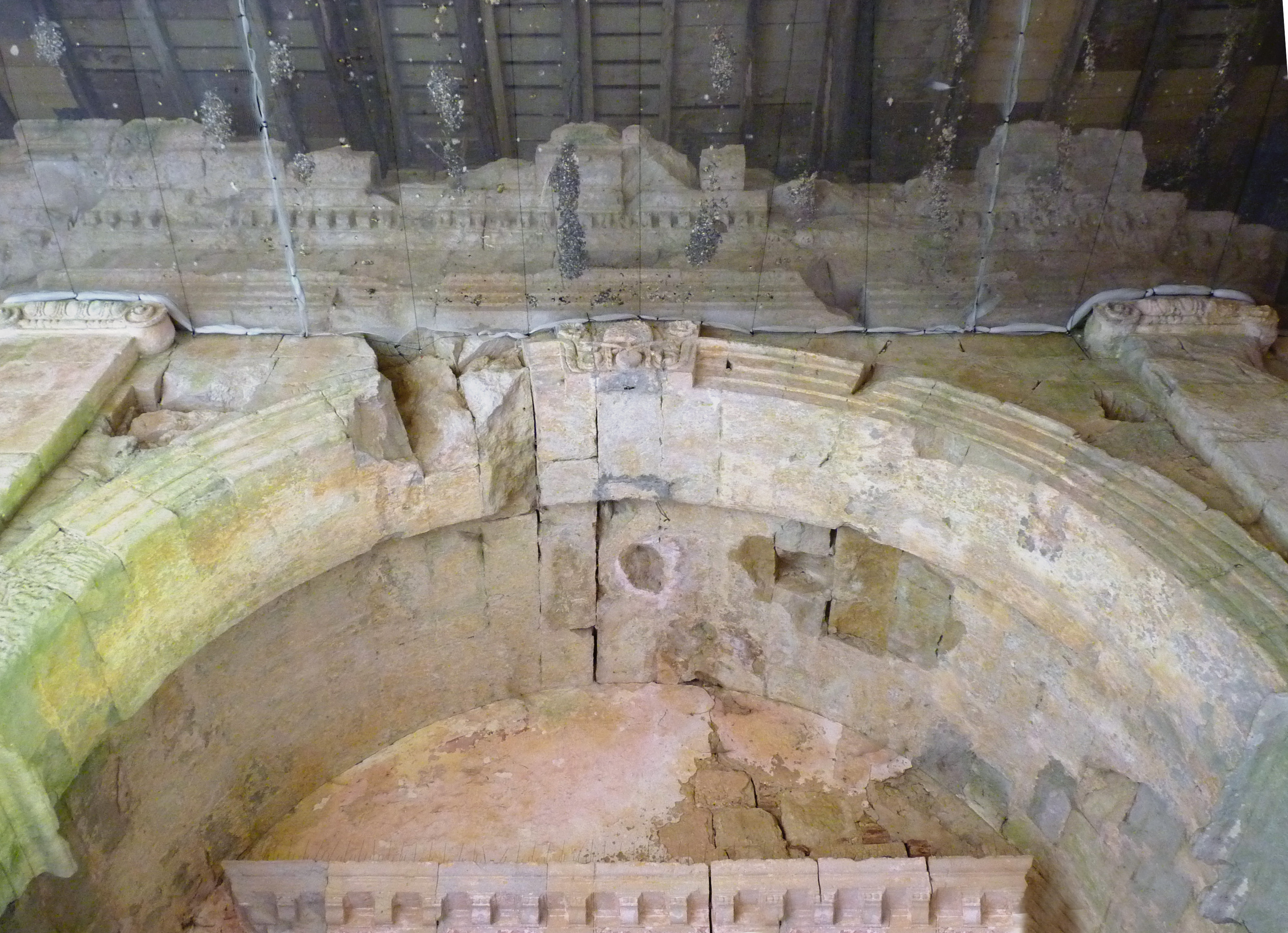
Détail de l'arc du portail
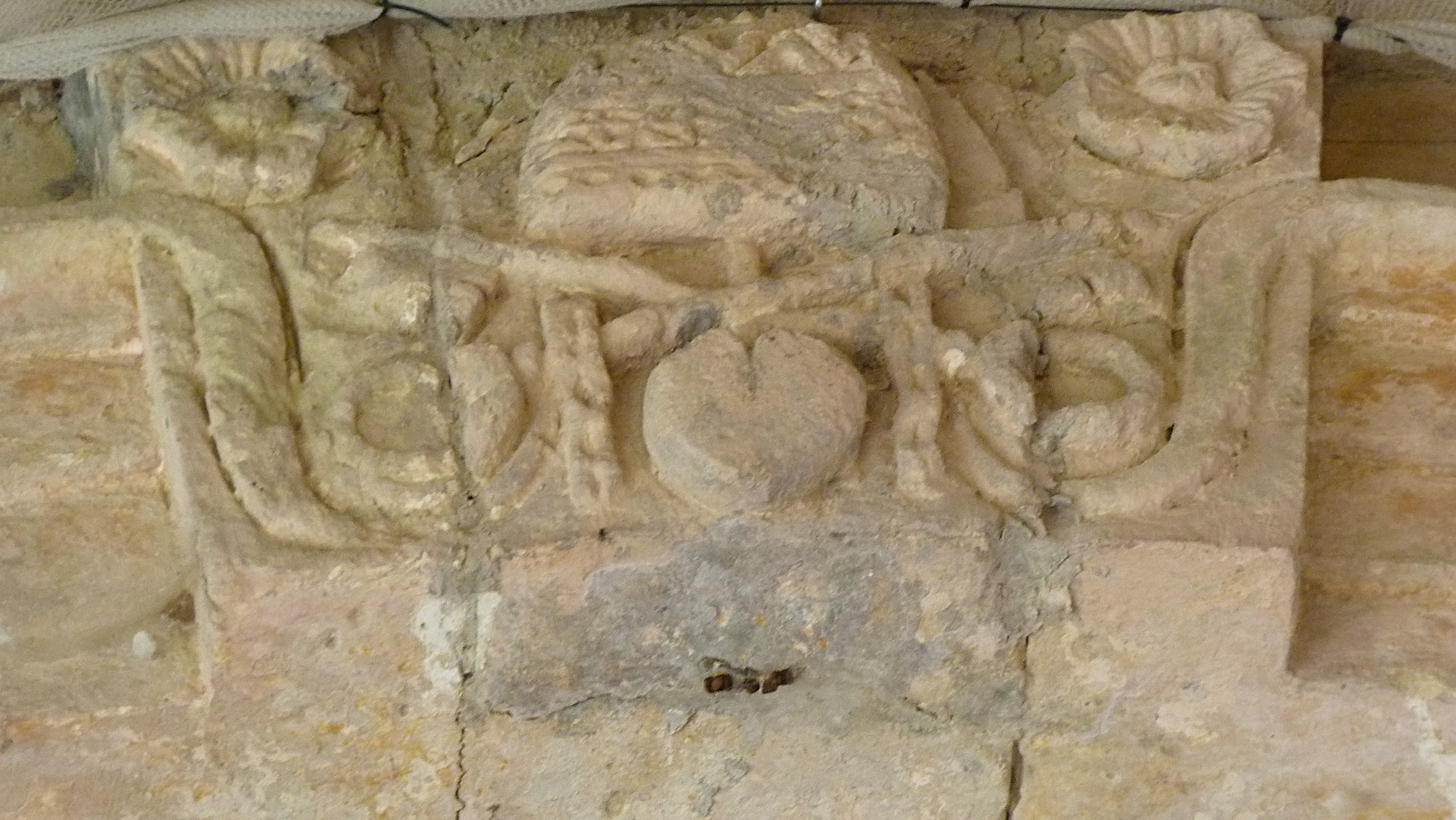
Armes pontificales du portail

### Le clocher
Le double portail du côté nord du porche s'ouvre sur l'espace sous la tour-clocher, une salle aux murs épais éclairée par trois fenêtres ébrasées disposées sur le mur extérieur de gauche. Devant, au-dessus de la grande ouverture à arc brisé qui permet d'accéder à la nef, deux baies éclairaient un étage au plancher aujourd'hui disparu.[réf. nécessaire] Cette salle quadrangulaire et voûtée a servi de porche avant la construction du porche actuel. À l'arrière, elle est équipée d'une tribune où retombent les cordes du clocher. À gauche, le mur de séparation est encore équipé d'une meurtrière qui témoigne de l'agrandissement de l'église, notamment de la troisième travée du collatéral sud.

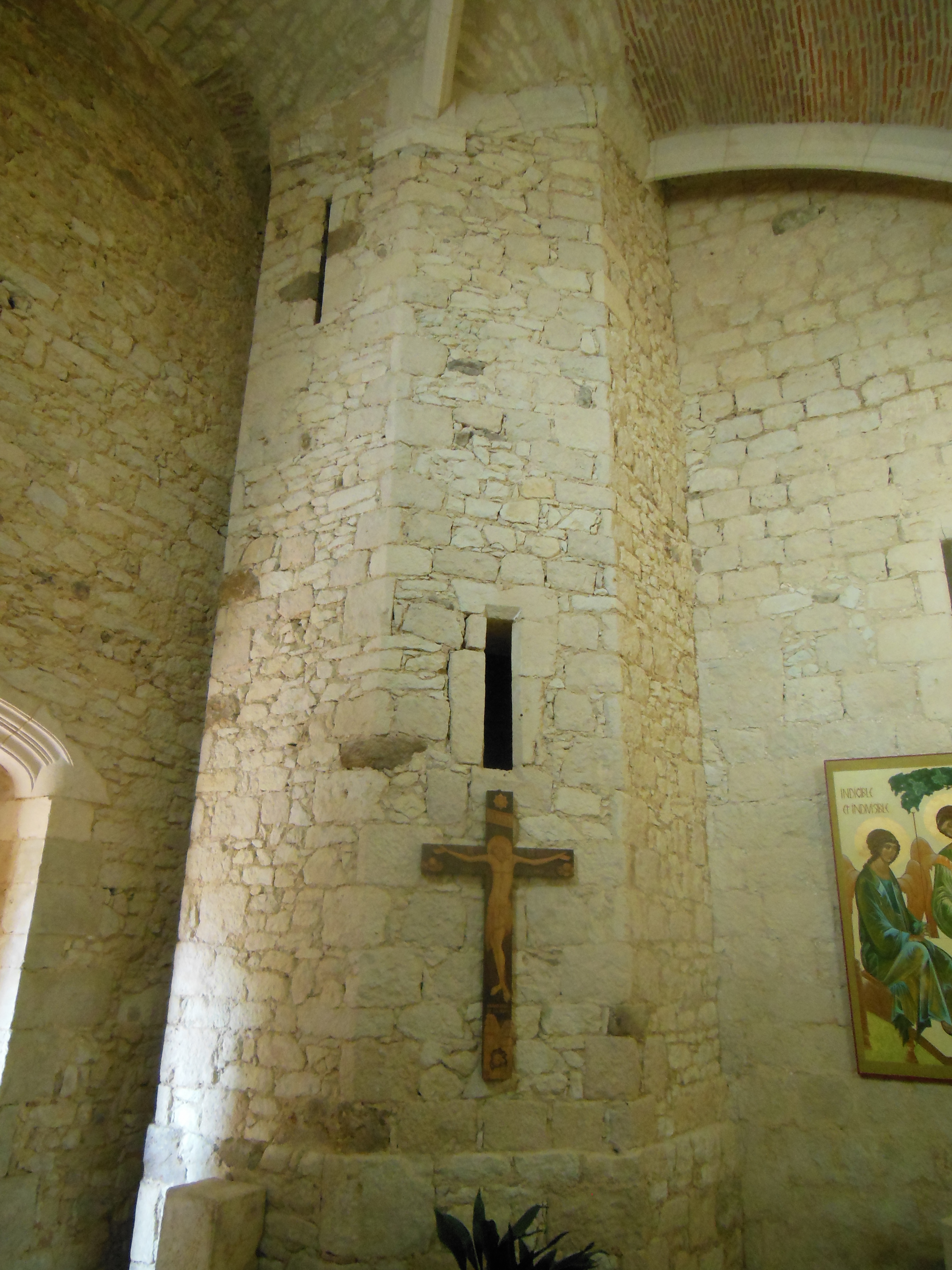
Tourelle d'accès au clocher
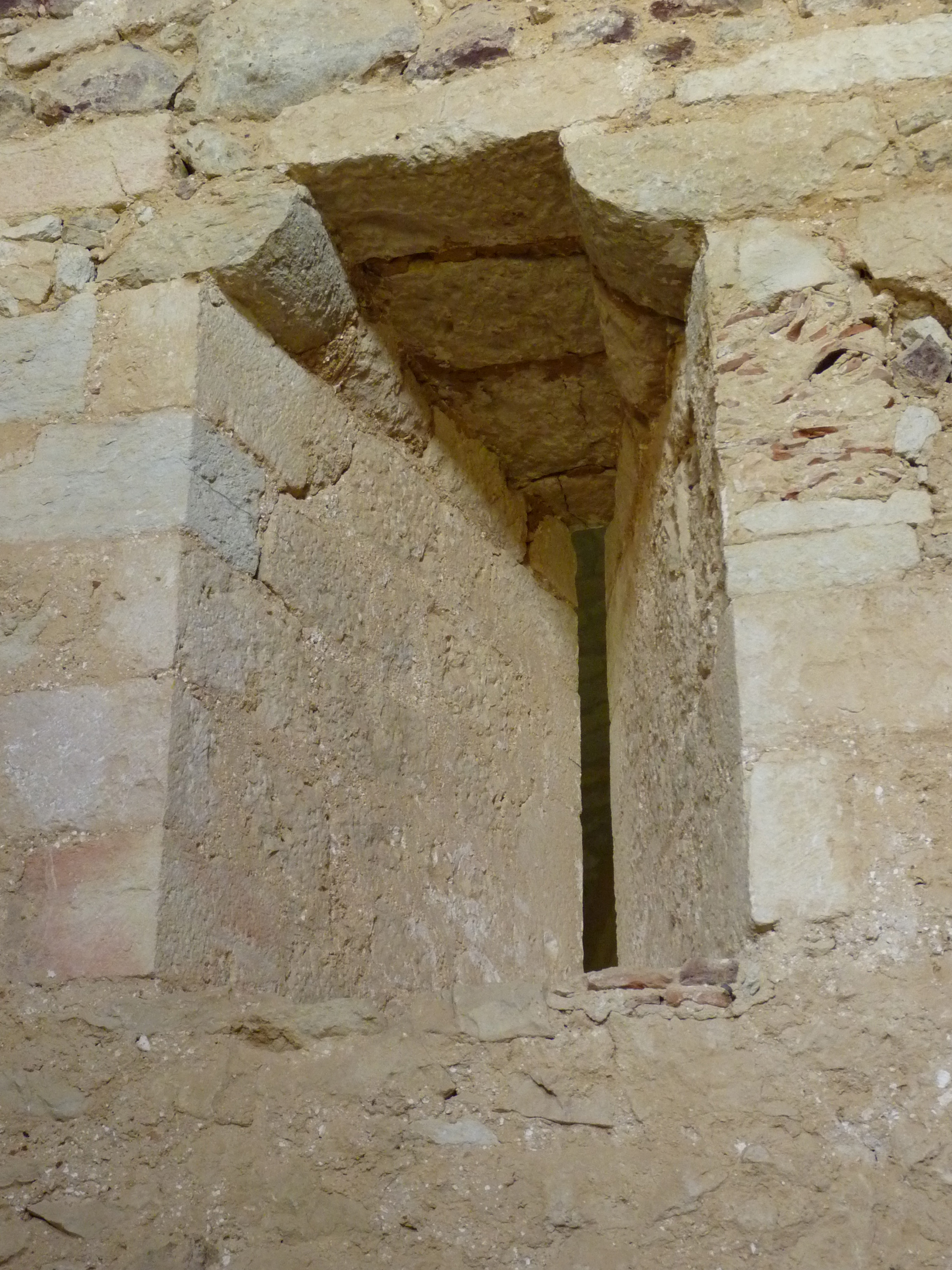
Meurtrière intérieure
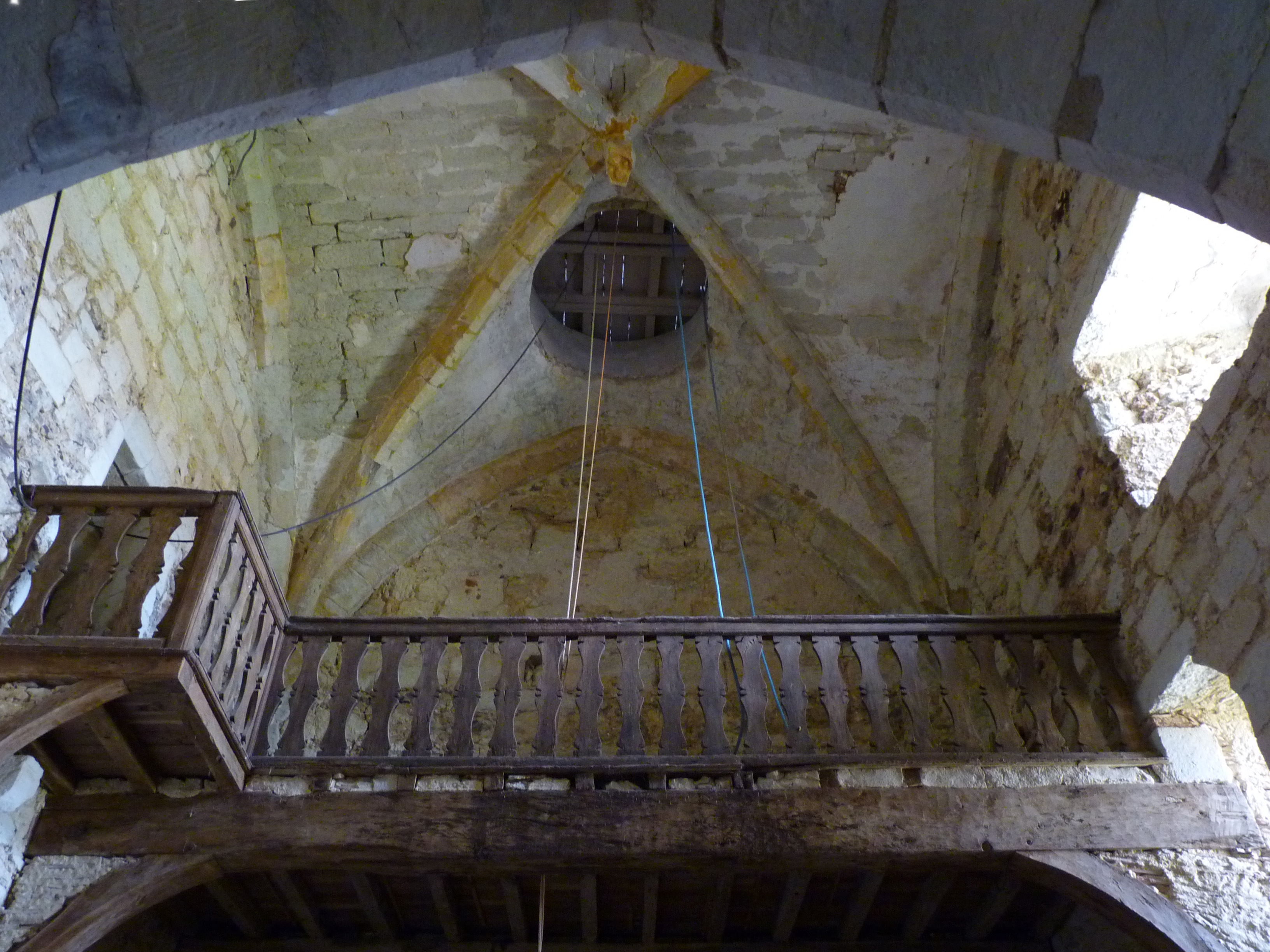
Vue sur la tribune

Selon F-G. Pariset, les motifs antiques et les personnages en stuc qui ornent les piliers du collatéral seraient également du même artiste[réf. nécessaire]. Les délicats décors de stuc rehaussent le sommet de neuf piles, où ils simulent des chapiteaux et demi-chapiteaux. F.-G. Pariset (1965) puis Jean Cabanot (1987) pensent que, comme le portail monumental à l'antique, ils datent au plus tôt des premières décennies du XVIIe siècle - hypothèse corroborée par la date 1619 récemment découverte dans un cartouche orné de cuirs à l'entrée du vaisseau (sur le premier pilier à droite de la nef), qui, selon toute vraisemblance, concerne la réalisation de ces embellissements.

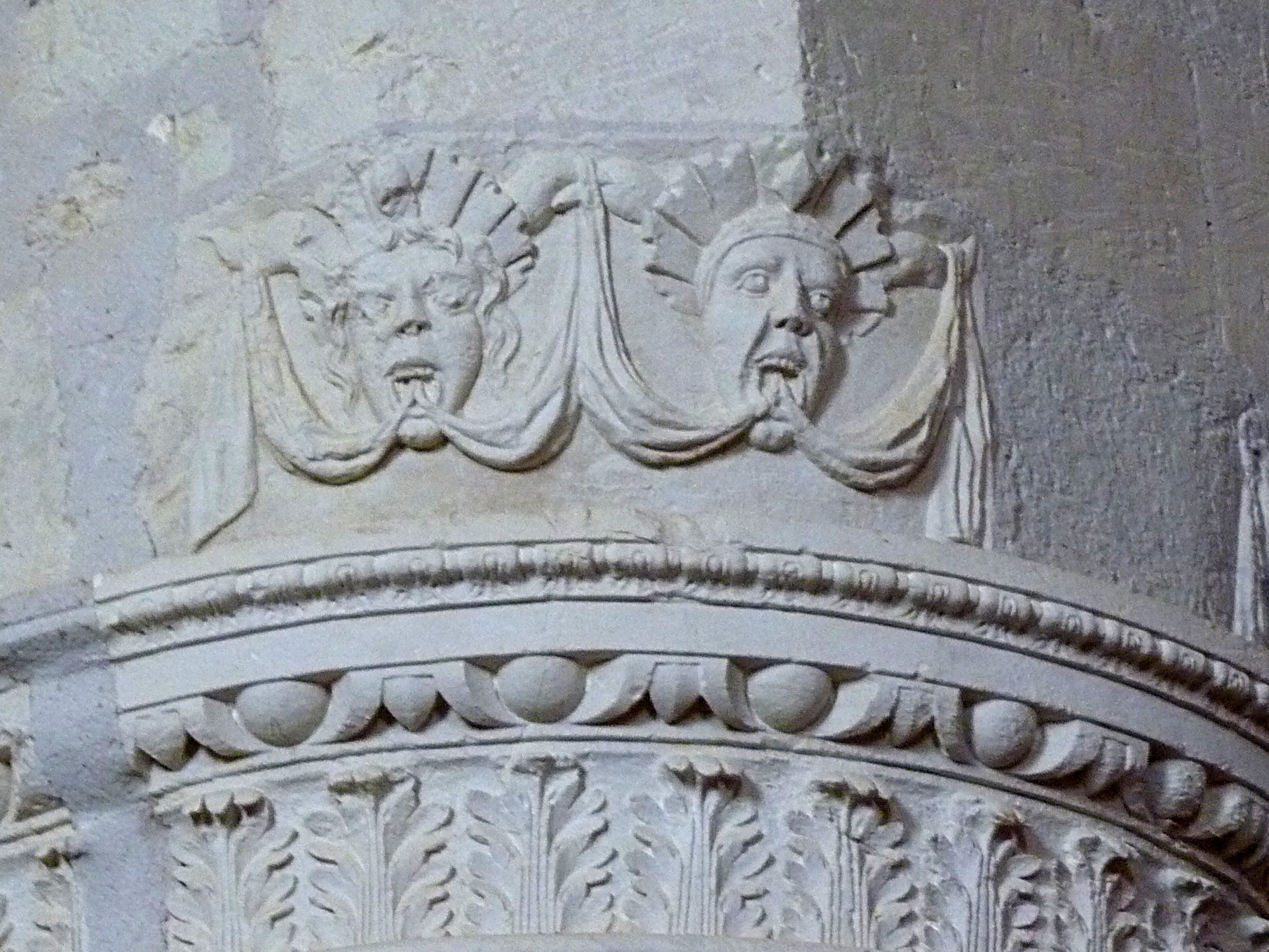
Motifs antiques
et personnages en stuc

Le chœur nord est formé d'une abside semi-circulaire, précédée d'une partie droite. Le « chœur » 
sud, également précédé d'une partie droite, est formé d'une abside à trois pans.

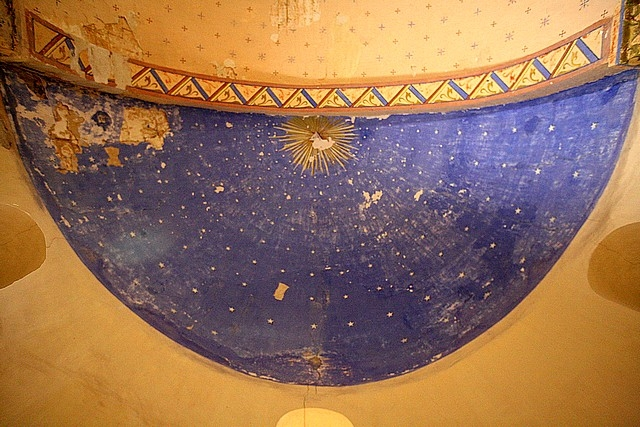
Plafond du chœur nord (côté nef))

## Le mobilier
Longtemps siège de la paroisse, Saint-Pierre de Brocas a eu un riche mobilier et des décors soignés ; il en reste des traces dans quelques vestiges et par des textes.

### Mobilier roman
Le seul élément conservé de l'édifice roman est l'autel du collatéral en pierre appareillée, présumé du XIIe siècle. Cet autel en calcaire d'époque romane était originellement situé dans le chœur roman, à l'extrémité de l'actuel vaisseau nord (la nef originelle). Après avoir été transféré dans l'abside du collatéral au XVIIIe siècle, il a été enchâssé au XIXe siècle dans un coffrage en bois (dit tombeau d'autel) dont il a été dégagé dans les années 2010.

### Mobilier gothique
De l'époque gothique ne subsistent que des fonts baptismaux, peut-être du XVIe siècle ; et quelques fragments d'un grand retable flamboyant en pierre sculptée qui devait rivaliser avec celui (découvert complet) de la proche église d'Audignon. Les vestiges du retable de Brocas ont été découverts lors de fouilles dans le chœur en 1975. Ce premier ensemble mobilier a sans doute été détruit dans sa quasi-totalité lors du sac de l'église par les troupes huguenotes en 1569.

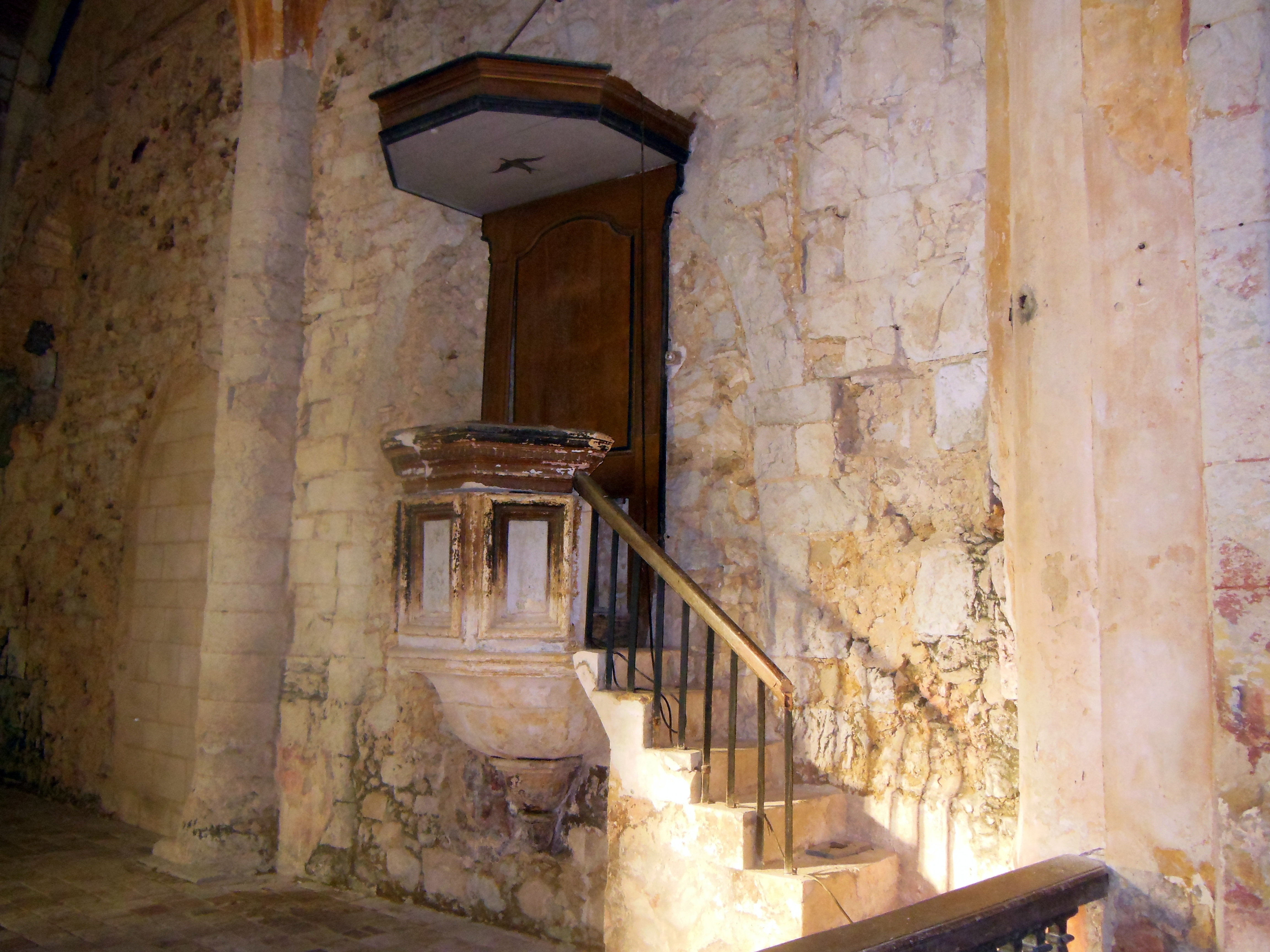
Chaire en pierre (abat-voix et panneau arrière en bois)

### Mobilier duXVIIesiècle
À partir de 1619 la restauration du bâtiment est vraisemblablement accompagnée d'un renouvellement complet du décor. Vers le milieu du siècle le vaisseau roman reçoit une rare chaire en pierre, et surtout un maître-autel monumental.
Cette chaire a une cuve suspendue à quatre pans (le cinquième était constitué par un portillon disparu) sur culot galbé, qui semblent dater du XVIIe siècle. C'est l'un des rares exemples de chaires en pierre conservées dans les Landes, avec celles d'Audignon, de Saint-Aubin ou de Saint-Jean d'Aulès à Doazit. Le dorsal et l'abat-voix de la chaire en pierre ont sans doute été ajoutés ou remplacés dans la première moitié du XIXe siècle.
Du grand retable décrit en 1755 par Sarret de Gaujac (évêque d'Aire 1735-1757) comme "bien doré et fort beau", il ne reste actuellement que les quatre statues (saint Pierre, saint Paul et deux anges) qui devaient orner les corps latéraux ; le tableau de la contretable d'autel, une Cruxifiction inspirée du vénitien Palma le Jeune pour sa partie supérieure et remployé dans le maître-autel actuel ; et peut-être la Trinité de l'attique,. Le tableau de la Trinité est daté approximativement de la fin du XVIIe ou du début du XVIIIe siècle et reproduit probablement une gravure flamande du XVIIe siècle.

### Mobilier duXVIIIesiècle
Le maître-autel et son retable

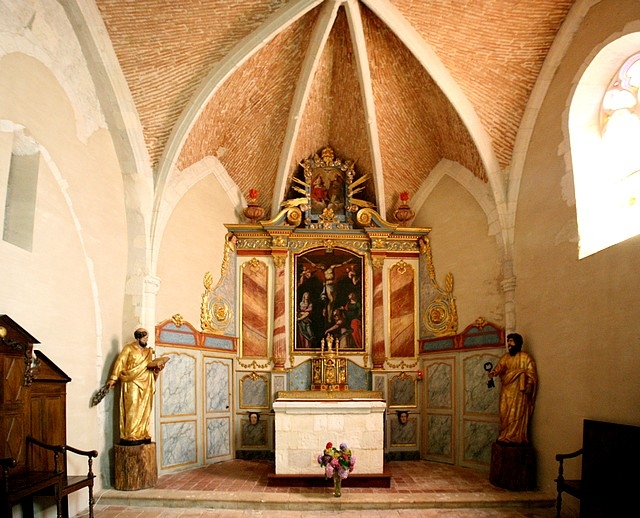
Retable du maître-autel

Le maître-autel, installé probablement vers 1782, est dans un style rocaille tardif. Plus moderne que le précédent, il inclut néanmoins des remplois. Son retable est en trois panneaux. Les panneaux latéraux comportent chacun une porte surmontée d'un aileron ; 
la porte de gauche ouvre sur la sacristie, la porte de droite est une fausse porte.
Le soubassement comporte deux petites crédences portées par des têtes en applique. L'entablement est composé d'une architrave, d'une frise ornée de rinceaux, d'une corniche à denticules, le tout surmonté d'un fronton interrompu en volutes. Le couronnement, rapporté, encadre un tableau sommital ; il est flanqué de pots à feu à revers plat. Les éléments de structure sont peints en faux marbres polychromes, les ornements et moulures sont dorés.
Parmi les remplois, on note le tableau d'autel, une Cruxifiction provenant très probablement de l'ancien retable, (dans le chœur roman primitif), 
et peut-être aussi le tableau de la Trinité encadré par le couronnement.
Le tableau de la Cruxifiction a probablement été retaillé sur les côtés et dans les angles supérieurs, et peut-être en bas, pour s'adapter au cadre du nouveau retable.

### Mobilier duXIXesiècle

#### Les vitraux
Les vitraux sont du bordelais Gustave-Pierre Dagrand/t (1839-1915), comme ceux de Sainte-Catherine du bourg ; mais contrairement à cette dernière, les vitraux de Brocas sont installés en trois temps correspondant à des époques successives de la carrière du verrier.
Les vitraux du vaisseau nord, représentant saint Pierre, datent de 1875 ; à cette époque Dagrand/t travaille à Bayonne.
Les vitraux de la sacristie sont installés en 1882 alors que le verrier est revenu dans sa ville natale de Bordeaux. 
En 1889 le curé Daydrein (1866-1900) fait remanier les quatre fenêtres sud dans le style flamboyant ("deux panneaux avec meneau au milieu") et commande à Dagrand de nouvelles verrières (dont une « Sainte Famille au travail ») qui sont financées par la fabrique (600 fr.) et les frères Jean-Baptiste (200 fr.) et Guillaume Lannevère (100 fr.), fils (?) du donateur de la verrière de Saint Pierre en 1875.